# Дом на улице Ахундова, 45
Дом на улице Мирза Фатали Ахундова, 45 (азерб. Mirzə Fətəli Axundov küçəsi 45 ünvavında ev) — дом, находившийся на улице Мирза Фатали Ахундова, 45 в Ясамальском районе города Баку, Азербайджан. Согласно распоряжению Кабинета Министров Азербайджанской Республики об исторических и культурных памятниках являлся архитектурным памятником истории и культуры местного значения.

## История дома
Дом был построен в 1909 году и принадлежал Ширин-беку, который после советизации Азербайджана в 1920 году эмигрировал вместе со своей женой Заминой-ханум за границу. В доме же стала проживать русская семья. Позже этот дом достался Фаигу Алиеву, который жил здесь более 50 лет.
Согласно распоряжению Кабинета министров Азербайджанской Республики от 2 августа 2001 года дом был объявлен архитектурным памятником истории и культуры местного значения.
В 2016 году началась очистка территории, лежащей между проспектом Наримана Нариманова (бывшая улица «Советская») и «Бешмяртябя» (знаменитой пятиэтажкой у станции метро «Низами Гянджеви») в рамках регионального плана развития Большого Баку. 23 мая 2016 года Кабинет Министров Азербайджана сделал поправки в распоряжение об охраняемых памятниках Азербайджана, согласно которому дом был исключён из списка. 10 июня 2016 года дом был снесён. Облицовка же под охраной усиленных нарядов полиции была срезана рабочими. Местным жителям и собравшимся представителям общественности лица, ведущие демонтаж облицовки, заявили, что фрагменты, представляющие художественную ценность, будут аккуратно разобраны, а затем — будут демонстрироваться в других местах.

## Архитектура
По словам историка архитектуры Шамиля Фатуллаева, этот двухэтажный дом являлся образцом свободного стиля ордерной системы, развитой под сильным влиянием традиционной каменной архитектуры города Баку. Фасад здания был украшен классическими формами, боковыми раскреповками с элементами яркой интерпретации. Всё это, согласно Фатуллаеву, придавало центральному фасаду здания свободный вид. Фатуллаев в архитектуре этого памятника архитектуры выделял яркое исполнение объёмных масс, проработанную с высоким мастерством каменные детали и высококачественную кладку каменных блоков типа «аглай».

## Галерея

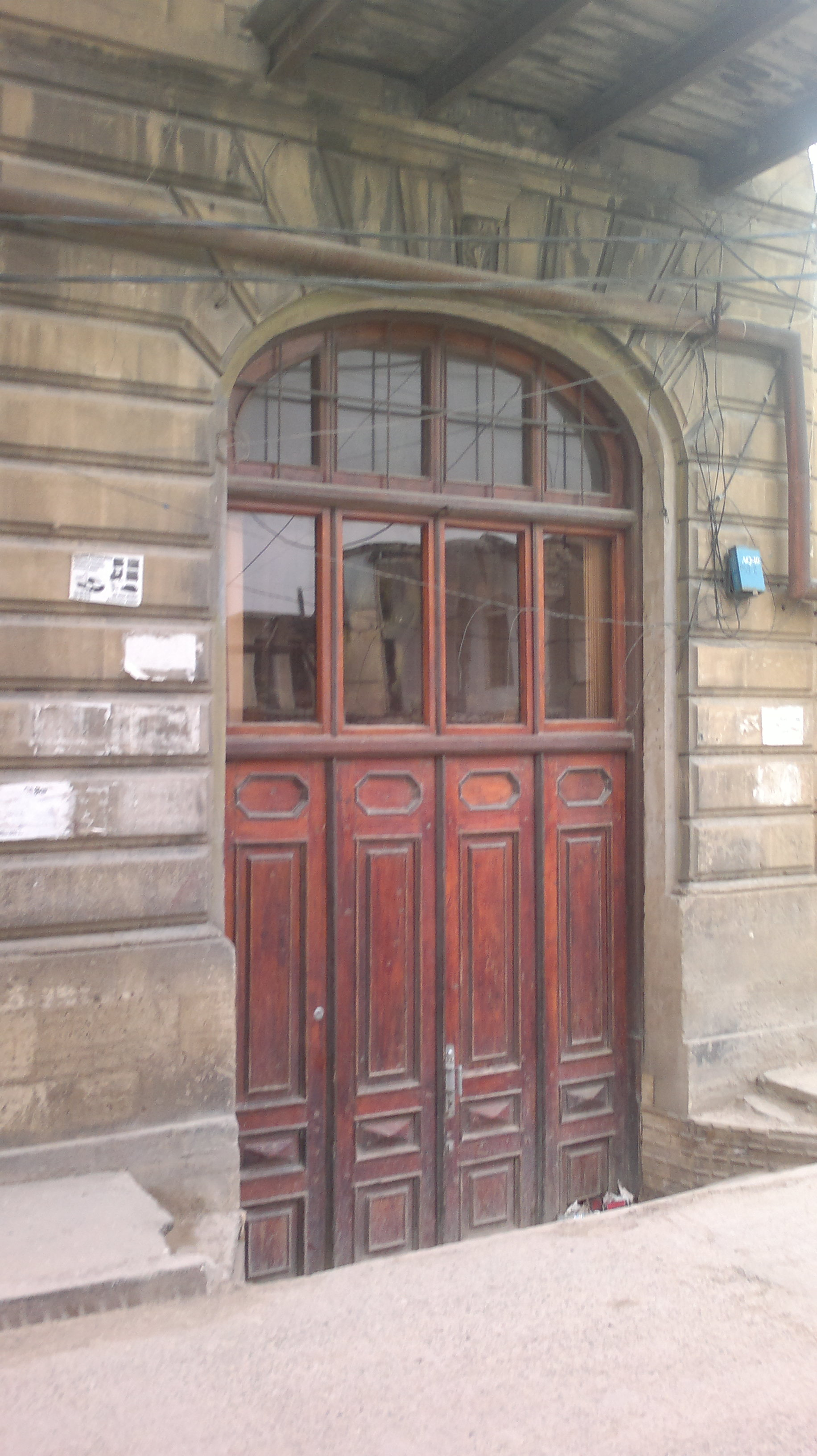
Двери дома
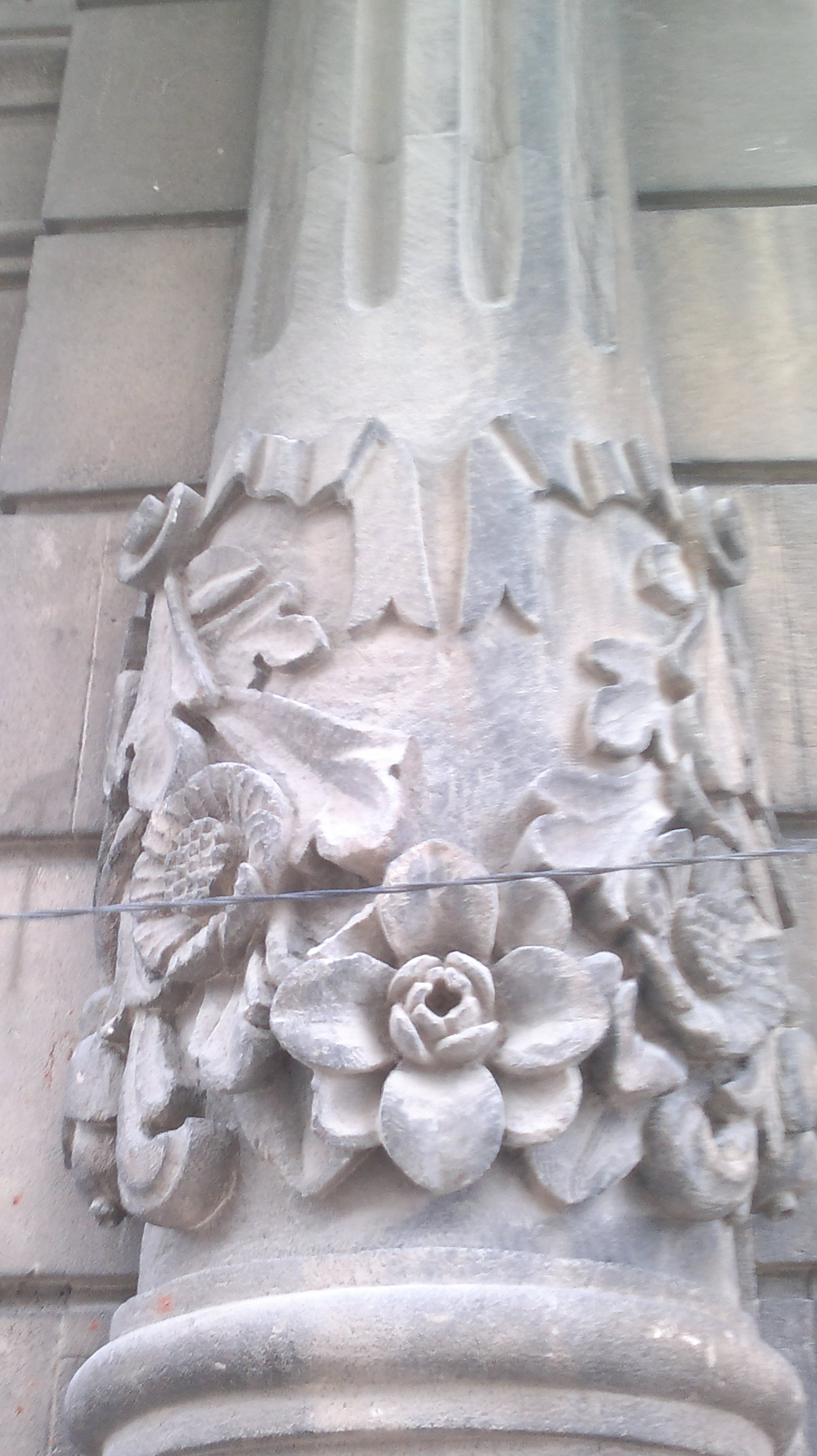
Декор фасада
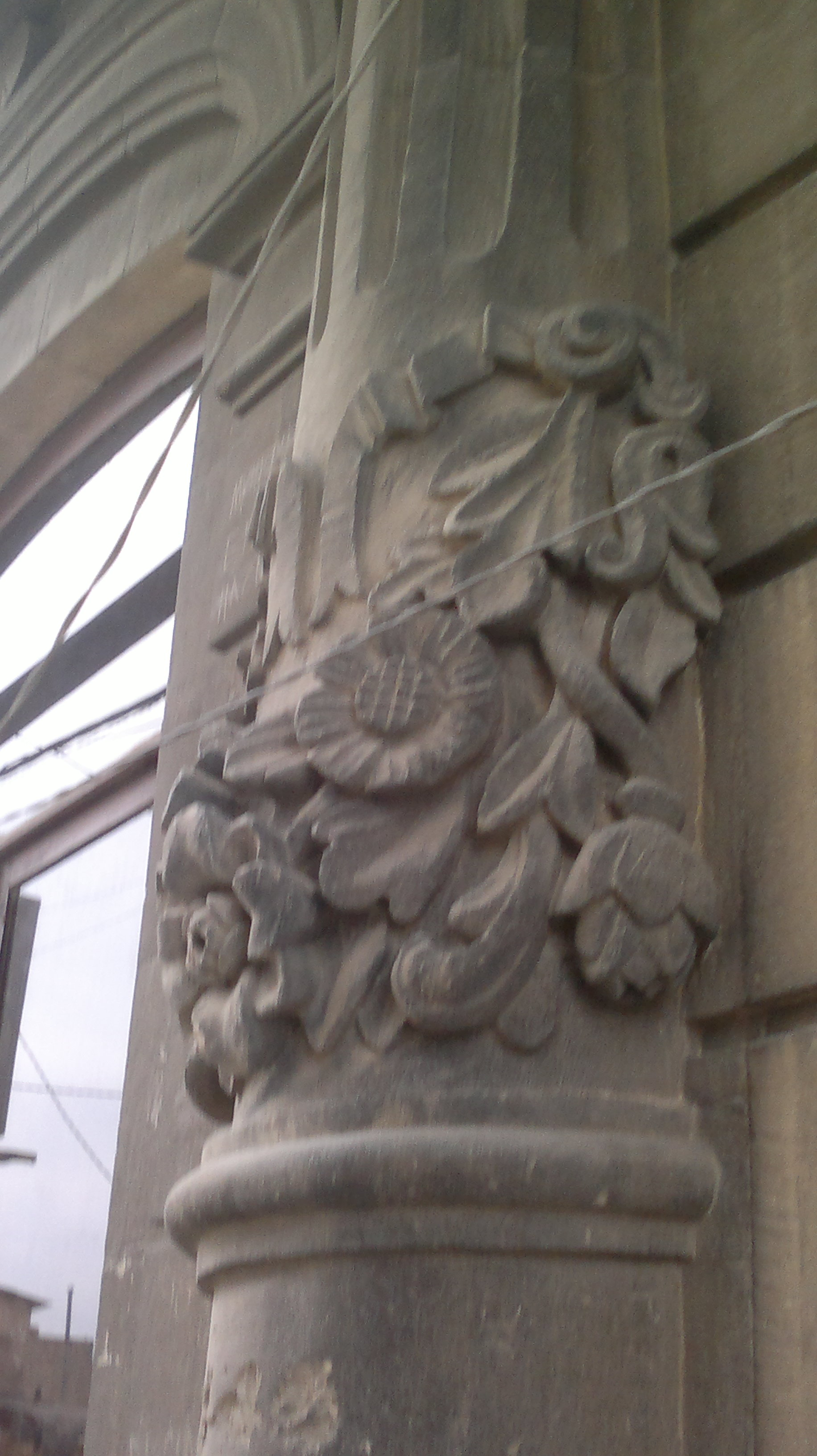
Декор фасада